# Gert Thys

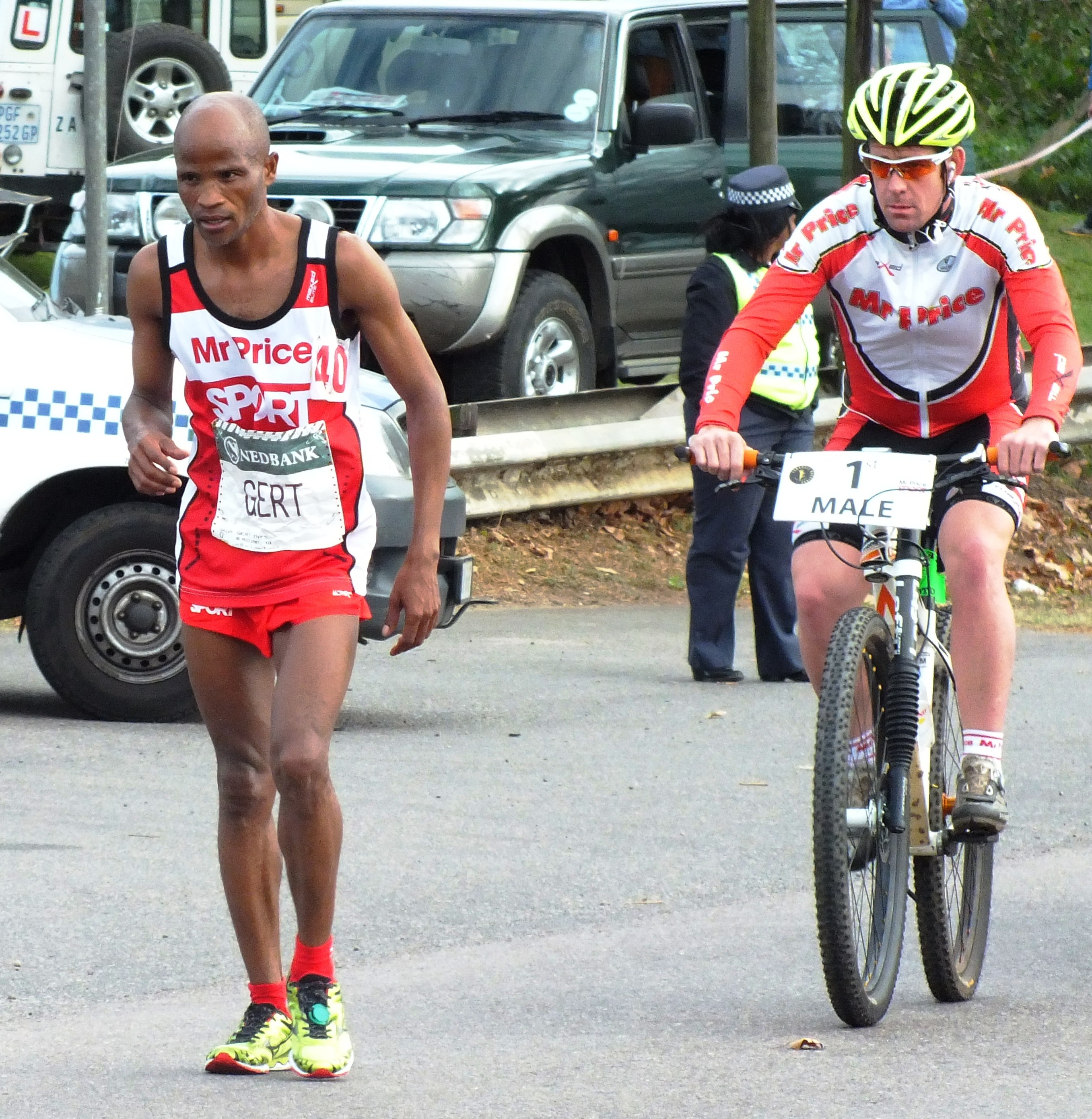
Gert Thys 2012 völlig erschöpft beim Comrades-Marathon

Gert Thys (eigentlich: Gatatso Thys; * 12. November 1971 in Prieska) ist ein südafrikanischer Langstreckenläufer, der sich auf den Marathon spezialisiert hat.

## Leben
Seinen Durchbruch hatte er 1993, als er Dritter beim Biwa-See-Marathon und Zweiter beim Fukuoka-Marathon wurde. Einem elften Platz beim New-York-City-Marathon 1995 folgte im Jahr darauf der Sieg beim Beppu-Ōita-Marathon in 2:08:30 h. Damit qualifizierte er sich für die Olympischen Spiele in Atlanta, bei denen er auf den 33. Platz kam. Im Herbst wurde er Dritter beim Reims-Marathon.
Im Jahr darauf wurde er jeweils Zweiter beim Beppu-Ōita-Marathon und beim Gold-Coast-Marathon und Sechster bei den Halbmarathon-Weltmeisterschaften in Košice. 
1998 wurde er Dritter beim Boston-Marathon in 2:07:45 h, Fünfter bei den Halbmarathon-Weltmeisterschaften in Uster und Dritter beim Chicago-Marathon in 2:07:52 h. 1999 gewann er den Tokyo International Men’s Marathon mit dem Afrikarekord von 2:06:33 h. Damit war er der erste Mensch, der bei drei Marathons die Marke von 2:08 Stunden brach. Beim Marathon der Leichtathletik-Weltmeisterschaften in Sevilla kam er auf Platz 15, und bei den Halbmarathon-Weltmeisterschaften in Palermo wurde er Zwölfter.
2000 wurde er Zwölfter beim London-Marathon, siegte beim Great South Run und wurde Siebter in Fukuoka. Einem zehnten Platz in London 2001 folgten 2002 ein vierter beim Seoul International Marathon und ein siebter in New York City. Im darauffolgenden Jahr blieb er als Sieger beim Seoul International Marathon mit 2:08:42 h zum ersten Mal seit vier Jahren unter 2:10 Stunden. Bei den Leichtathletik-Weltmeisterschaften in Paris/Saint-Denis belegte er Platz 30, und in Tokio wurde er Siebter.
2004 verteidigte er seinen Titel in Seoul in 2:07:06 h und wurde daraufhin für die Olympischen Spiele in Athen nominiert, bei denen er auf dem 16. Rang einlief. Zum Saisonabschluss wurde er Vierter in Fukuoka und zu Beginn des nächsten Jahres Zweiter in Seoul.
2006 gewann er den Beppu-Ōita-Marathon und zum dritten Mal den Marathon in Seoul. Einen Monat nach diesem Sieg wurde bekanntgegeben, dass in der Urinprobe Norandrosteron, ein Metabolit des anabolen Steroids Nandrolon, entdeckt worden sei. Der südafrikanische Leichtathletikverband ASA sprach daraufhin am 25. April eine Suspendierung aus, woraufhin Thys seine Unschuld erklärte und ankündigte, er werde die B-Probe untersuchen lassen.
Am 16. Mai 2006 wurde die B-Probe untersucht und ebenfalls für positiv befunden. Nachdem am 10. September eine erste Anhörung im Rahmen des Disziplinarverfahrens der ASA stattfand, verzögerte sich das Verfahren immer weiter, und erst am 11. Dezember 2008 befand eine neu zusammengesetzte Disziplinarkommission Thys für schuldig und verhängte über ihn eine Sperre vom 25. April 2006 bis zum 11. Dezember 2008.
Thys legte dagegen Einspruch beim Internationalen Sportgerichtshof (CAS) mit der Begründung ein, zum einen sei die B-Probe entgegen dem damals geltenden Regelwerk vom selben Labor untersucht worden wie die A-Probe, zum anderen sei die verhängte Sperre länger als die Standardstrafe von zwei Jahren. Im Juli 2009 gab der Internationale Sportgerichtshof Thys recht und sprach ihm eine von der ASA zu leistende Entschädigungszahlung zu. Gegen die Entscheidung klagte die ASA vor dem Schweizerischen Bundesgericht. Dieses entschied in seinem Urteil vom 3. Mai 2010, dass der Internationale Sportgerichtshof in diesem Fall nicht zuständig gewesen sei. Da das nach Ansicht des Bundesgerichts zuständige South African Institute for Drug-Free Sport (SAIDS) nicht auf den Einspruch von Thys reagierte, landete der Fall erneut vor dem CAS, der die Sperre des ASA aufhob. Zwar sei in Thys’s Probe tatsächlich eine verbotene Substanz gefunden worden, jedoch sei es ASA und SAIDS nicht gelungen, zu beweisen, dass das Abweichen vom Regelwerk bei der Untersuchung von A- und B-Probe die Gültigkeit des Befundes nicht beeinträchtige. Thys wurde der Sieg beim Seoul International Marathon 2006 wieder zuerkannt und ASA zu einer Zahlung von 10.000 Schweizer Franken an Thys zur Erstattung seiner Anwaltskosten angewiesen.
Nach seiner Rückkehr ins Wettkampfgeschehen wurde Thys 2010 Sechster beim Dalian-Marathon und Zweiter beim Peking-Marathon.
2012 wurde er Vierter beim Two Oceans Marathon und stellte mit seiner 50-km-Zwischenzeit von 2:48:40 h einen Rekord für die Altersklasse M40 über diese Distanz auf.

## Persönliche Bestzeiten
- 10.000 m: 28:26,71 min, 2. März 2001, Durban
- Halbmarathon: 1:00:23 h, 4. Oktober 1997, Košice
- Marathon: 2:06:33 h, 14. Februar 1999, Tokio